# Braćova glavica
Braćova glavica, arheološko nalazište u Glavini Gornjoj, Grad Imotski, zaštićeno kulturno dobro.

## Opis
Vrijeme nastanka je od 2300. pr. Kr. do 1700. godine. Arheološko nalazište Braćova glavice nalazi se sjeverno od zaseoka Zdilari, Glavina Gornja. Riječ je o višeslojnom nalazištu koji ima 2 faze razvoja. Prvu fazu predstavljaju dva prapovijesna tumula (gomile). Iako nije provedeno arheološko istraživanje, s obzirom na materijal pronađen na površini tumula, te na oblikovanje tumula moguće ga je datirati u brončano i željezno doba. U kasnom srednjem vijeku oko gomila formira se nekropola s nadgrobnim križinama i učelcima. Većina učelaka su jednostavne, rustično izrađene kamene ploče s urezanim križevima. Od 5 – 6 sačuvanih križina, jedna je ukrašena urezanim polumjesecom iznad kojeg je urezani križ.

## Zaštita
Pod oznakom Z-6311 zavedeno je kao nepokretno kulturno dobro –pojedinačno, pravna statusa zaštićena kulturnog dobra, klasificirano kao "arheološka baština".